# 浪江駅
浪江駅（なみええき）は、福島県双葉郡浪江町権現堂（ごんげんどう）塚越（つかのこし）にある、東日本旅客鉄道（JR東日本）常磐線の駅である。
2025年3月15日現在の時点で、当駅以南は東京近郊区間に入る。なお、当駅は常磐線系統では東京近郊区間の末端にあたり、首都圏のSuicaエリアで最も北に位置する駅である。

## 歴史
- 1898年（明治31年）8月23日：日本鉄道の駅として開業[2][3]。
- 1906年（明治39年）11月1日：日本鉄道が国有化され、官設鉄道の所属となる[3]。
- 1909年（明治42年）10月12日：線路名称制定により常磐線の所属となる。
- 1949年（昭和24年）6月1日：日本国有鉄道が発足。
- 1976年（昭和51年）：駅舎を改築[2]。
- 1984年（昭和59年）2月1日：貨物および荷物の扱いを廃止[3]。
- 1987年（昭和62年）4月1日：国鉄分割民営化に伴い、東日本旅客鉄道（JR東日本）の駅となる[3]。
- 2011年（平成23年）3月11日：東日本大震災および福島第一原子力発電所事故により、営業を休止。
- 2017年（平成29年）
  - 2月1日：竜田駅 - 原ノ町駅間で運行中の代行バスが当駅へ停車を開始（停留所は浪江町役場前に設置）[報道 2]。
  - 4月1日：当駅 - 小高駅間の運転再開により、駅の営業を再開。また、代行バスの停留所は駅前広場に変更[報道 3]。
  - 10月21日：竜田駅 - 富岡駅間の運転再開に合わせ、代行バスの運転区間を当駅 - 富岡駅間に変更（一部便は原ノ町駅終着）[4]（2020年〈令和2年〉3月13日まで）。
- 2019年（令和元年）12月18日：当駅 - 富岡駅間の運転再開に向けて、設備確認などを行うための試運転列車の運行を開始[報道 4]。
- 2020年（令和2年）3月14日：当駅 - 富岡駅間の運転を再開[報道 1][新聞 1]。当駅まで東京近郊区間が延長される[報道 1]。ICカード「Suica」の首都圏エリアに編入され、利用が可能となる（いわき方面のみ使用可能）[5][報道 1][注 1]。「Smart Station for EXPRESS」導入に伴い、無人化[報道 1][新聞 2]。
- 2022年（令和4年）2月22日：再生可能エネルギーの使用による陸上養殖の実証実験を開始[報道 5][新聞 3]。
- 2024年（令和6年）10月1日：えきねっとQチケのサービスを開始[1][報道 6]。

## 駅構造
2面3線のホームを持つ地上駅である。駅舎とホームは跨線橋で連絡している。10両編成の特急列車が停車するため、ホームの有効長は長い。2020年（令和2年）7月にはE531系の乗車口に合わせる形でホームが嵩上げされ、乗降に関してはバリアフリー化された。
「Smart Station for EXPRESS」を導入している原ノ町統括センター（原ノ町駅）管理の無人駅である。一部時間帯は券売機（話せる指定席券売機）の稼働が停止しているため、乗車駅証明書を発行した上での乗車となる。震災前までは終日社員配置の直営駅でみどりの窓口を設置していたが、2017年（平成29年）4月1日の再開後はみどりの窓口は設置せず、その代わりに指定席券売機が設置され、2020年（令和2年）3月14日より、多機能券売機、話せる指定席券売機、簡易Suica改札機が設置され無人化された。

### のりば
| 番線 | 路線    | 方向 | 行先                   |
| ---- | ------- | ---- | ---------------------- |
| 1    | ■常磐線 | 上り | いわき・水戸・上野方面 |
| 2    | ■常磐線 | 下り | 原ノ町・相馬・仙台方面 |
| 3    | ■常磐線 | 上り | いわき・水戸・上野方面 |
| 3    | ■常磐線 | 下り | 原ノ町・相馬・仙台方面 |

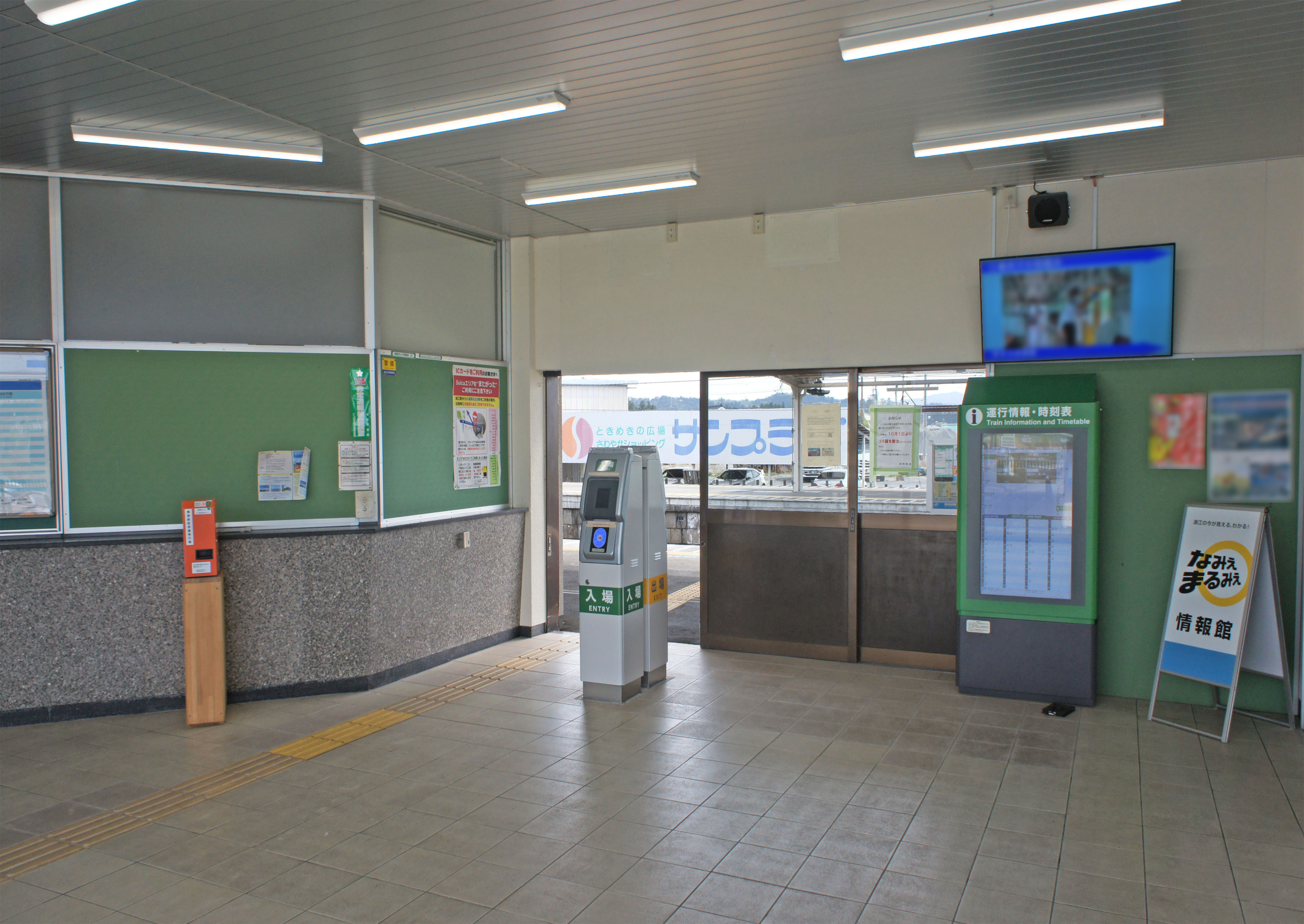
改札口（2022年4月）
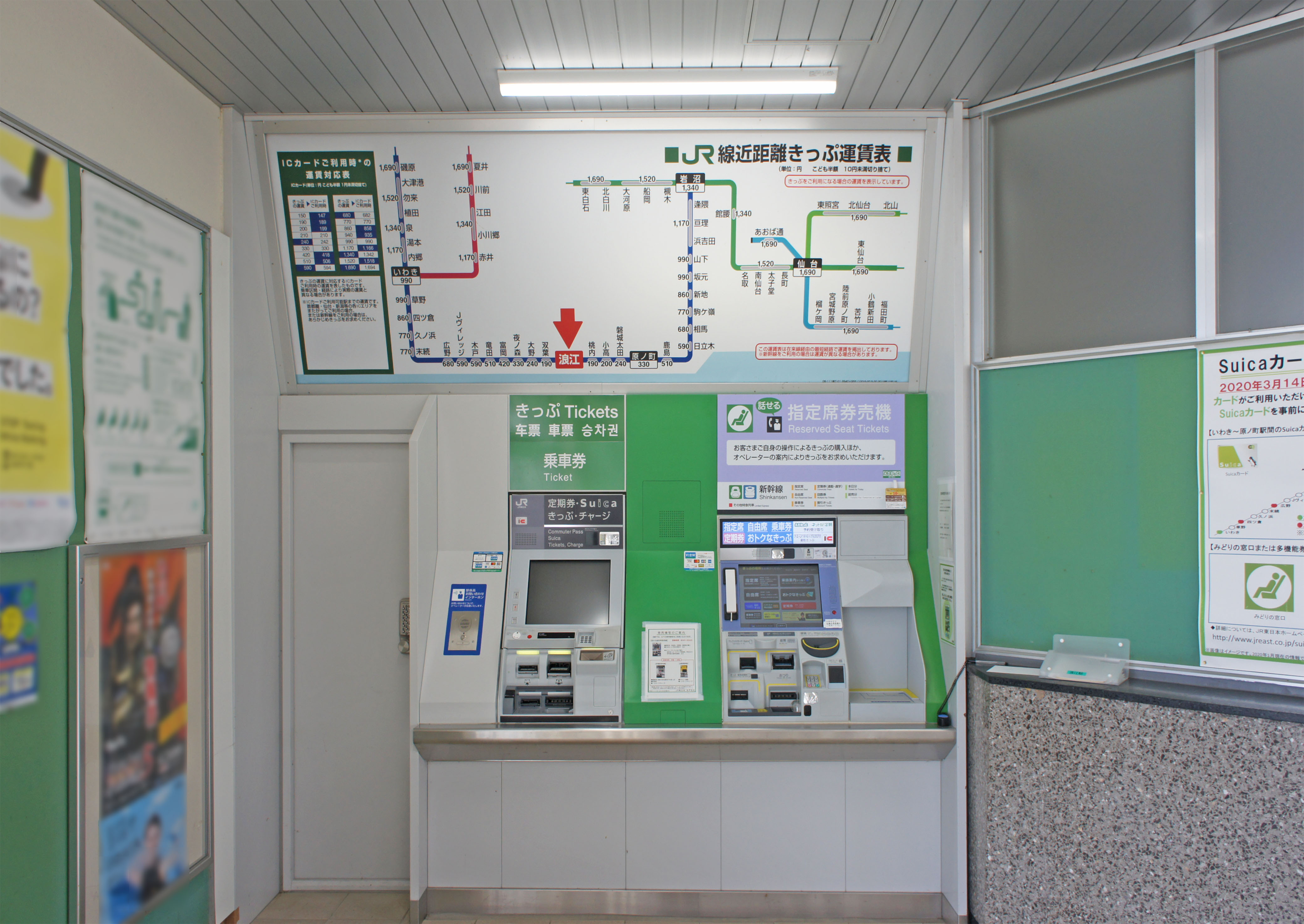
券売機（2022年4月）
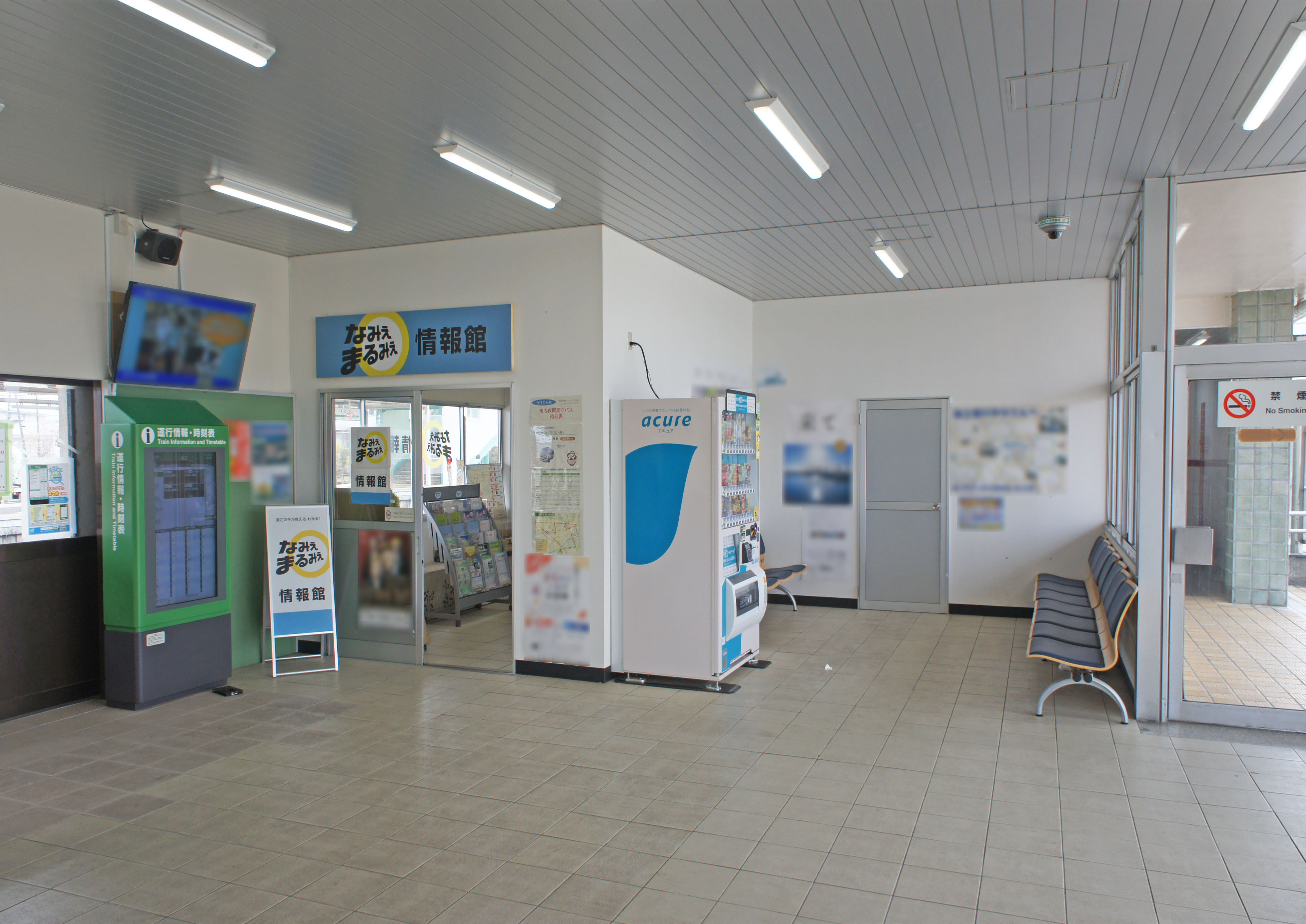
待合室（2022年4月）
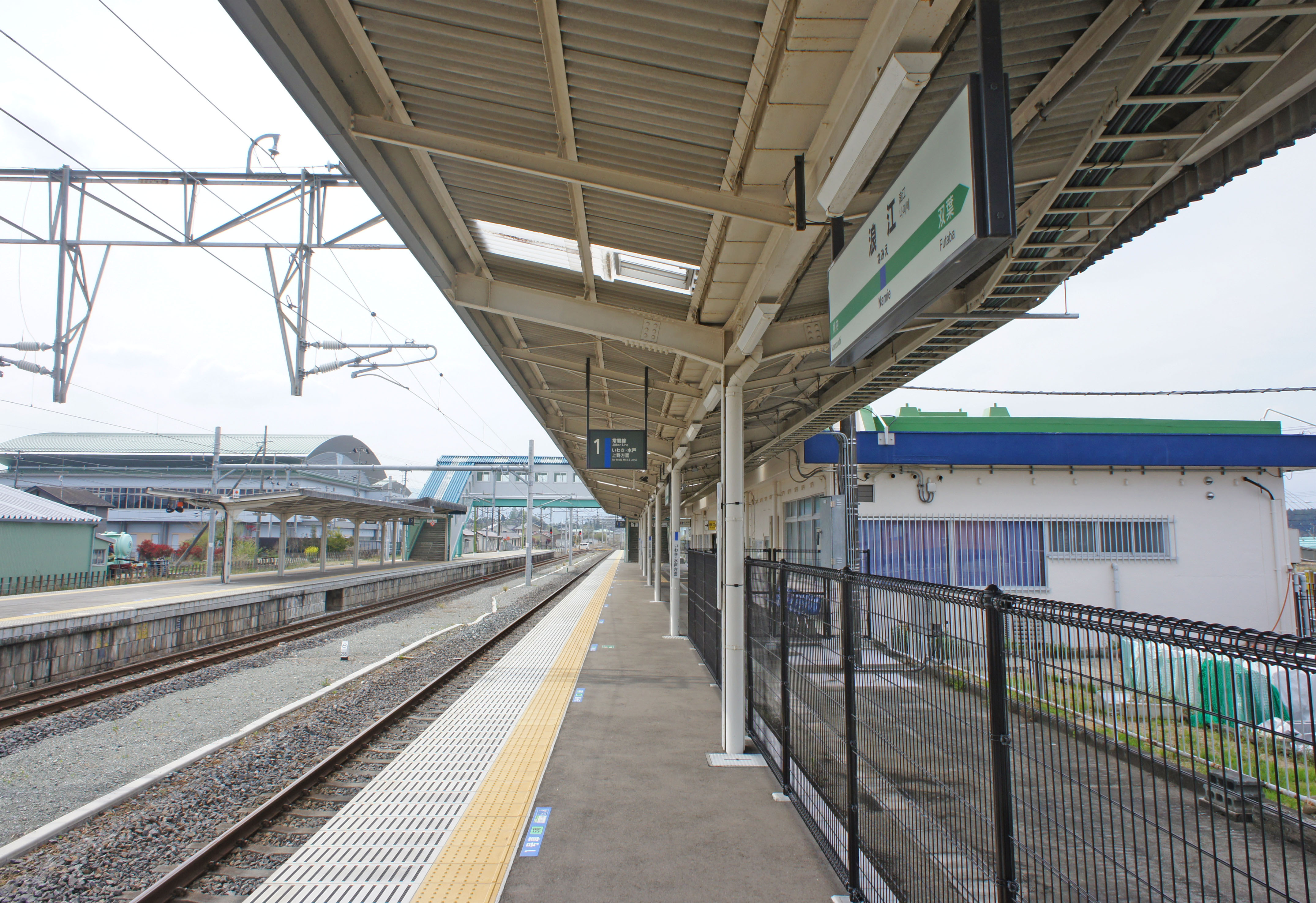
1番線ホーム（2022年4月）
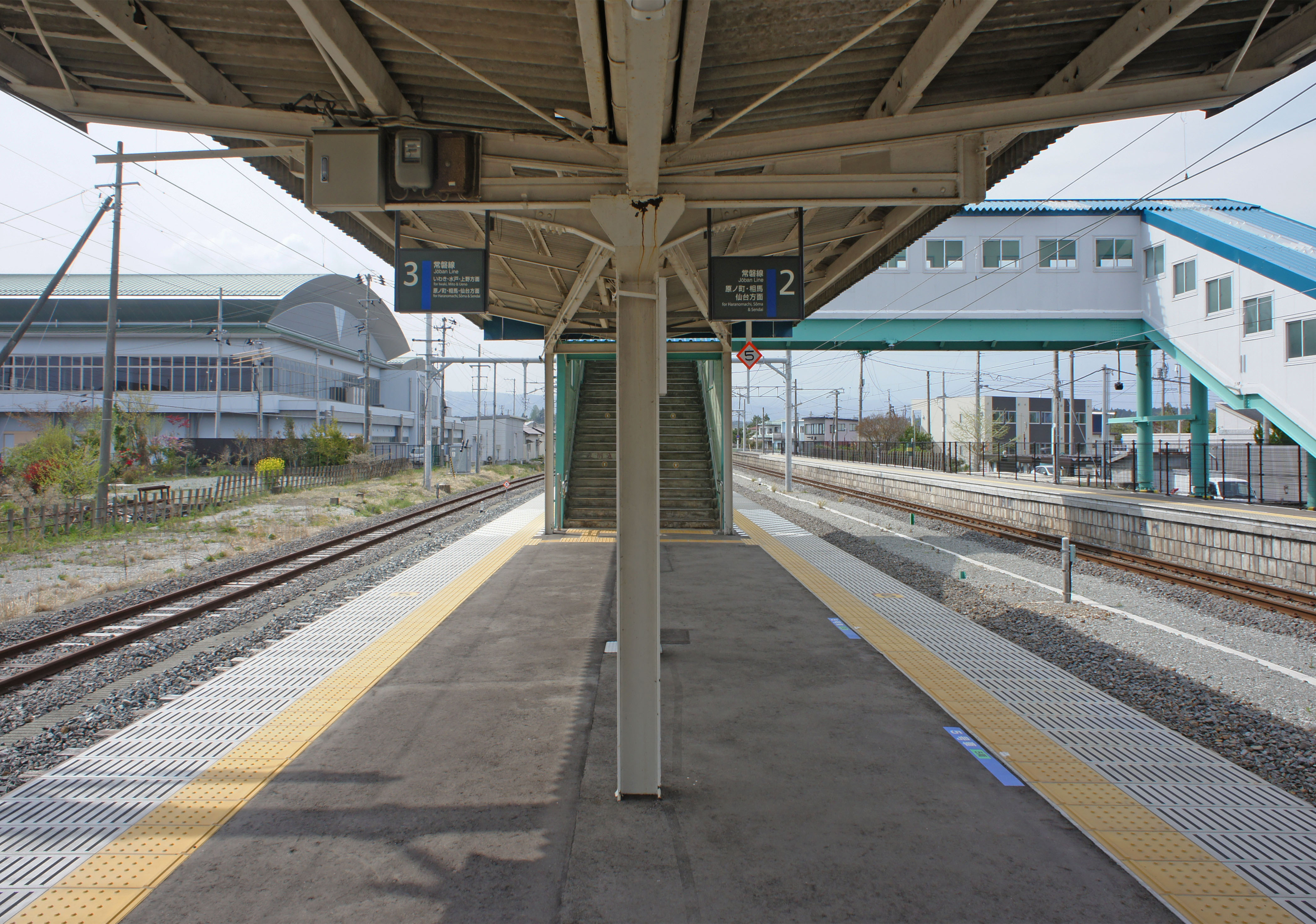
2・3番線ホーム（2022年4月）

## 利用状況
JR東日本によると、2000年度（平成12年度）- 2018年度（平成30年度）の1日平均乗車人員の推移は以下のとおりであった。
| 1日平均乗車人員推移 | 1日平均乗車人員推移 | 1日平均乗車人員推移 | 1日平均乗車人員推移 | 1日平均乗車人員推移 |
| 年度                | 定期外              | 定期                | 合計                | 出典                |
| ------------------- | ------------------- | ------------------- | ------------------- | ------------------- |
| 2000年（平成12年）  |                     |                     | 1,057               | [ 利用客数 1 ]      |
| 2001年（平成13年）  |                     |                     | 1,061               | [ 利用客数 2 ]      |
| 2002年（平成14年）  |                     |                     | 1,008               | [ 利用客数 3 ]      |
| 2003年（平成15年）  |                     |                     | 1,011               | [ 利用客数 4 ]      |
| 2004年（平成16年）  |                     |                     | 921                 | [ 利用客数 5 ]      |
| 2005年（平成17年）  |                     |                     | 904                 | [ 利用客数 6 ]      |
| 2006年（平成18年）  |                     |                     | 839                 | [ 利用客数 7 ]      |
| 2007年（平成19年）  |                     |                     | 836                 | [ 利用客数 8 ]      |
| 2008年（平成20年）  |                     |                     | 826                 | [ 利用客数 9 ]      |
| 2009年（平成21年）  |                     |                     | 792                 | [ 利用客数 10 ]     |
| 2010年（平成22年）  |                     |                     | 734                 | [ 利用客数 11 ]     |
| 2011年（平成23年）  | 営業休止            | 営業休止            | 営業休止            |                     |
| 2012年（平成24年）  | 営業休止            | 営業休止            | 営業休止            |                     |
| 2013年（平成25年）  | 営業休止            | 営業休止            | 営業休止            |                     |
| 2014年（平成26年）  | 営業休止            | 営業休止            | 営業休止            |                     |
| 2015年（平成27年）  | 営業休止            | 営業休止            | 営業休止            |                     |
| 2016年（平成28年）  | 営業休止            | 営業休止            | 営業休止            |                     |
| 2017年（平成29年）  | 13                  | 4                   | 18                  | [ 利用客数 12 ]     |
| 2018年（平成30年）  | 18                  | 6                   | 24                  | [ 利用客数 13 ]     |

## 駅周辺
浪江町は、浜通り夜ノ森以北の中では、相馬市や南相馬市に次ぐ規模の街であり、駅周辺に商店が広がっている。当駅周辺は福島第一原子力発電所事故以降、2013年（平成25年）4月1日の警戒区域再編により避難指示解除準備区域に移行し自由に立ち入り可能（宿泊禁止）となったのち、2017年（平成29年）3月31日に避難指示を解除された。
JR浪江駅周辺一体の整備事業が進められており、交流施設や商業施設、地域活性化施設が2028年3月、浪江駅の東西自由通路と新駅舎が2030年3月に完成し、グランドオープンは2031年3月となる見込みである。
- 浪江郵便局
- 双葉警察署浪江分庁舎（旧・浪江警察署）
- 浪江町役場
- 双葉地方広域市町村圏組合消防本部
  - 浪江消防署
- 相双保健所浪江支所
- 正西寺
- 浪江神社
- 請戸漁港
- 陶芸の杜おおぼり（大堀相馬焼窯元）
- サンプラザ（営業休止中）
- イオン浪江店
- 国道6号
- 国道114号（富岡街道）
- 福島県道120号浪江鹿島線
- 福島県道253号落合浪江線
- 福島県道254号長塚請戸浪江線
- 福島県道255号幾世橋小高線
- 福島県道257号仲ノ森加倉線
- 新常磐交通北営業所
- 道の駅なみえ

## バス路線
- 新常磐交通（北営業所）[9]
  - 富岡駅方面
  - FH2R（福島水素エネルギー研究フィールド）方面
- 浪江町生活支援バス
  - 二本松市方面[10]
  - 南相馬市方面[11]

## 隣の駅
東日本旅客鉄道（JR東日本）
■常磐線
- 特急「ひたち」停車駅

■普通
双葉駅 - 浪江駅 - 桃内駅

### 記事本文